# Sport Clube Maria da Fonte
Le Sport Clube Maria da Fonte est un club de football portugais basé à Póvoa de Lanhoso dans la municipalité de Braga.